# Nylöse kyrka
Nylöse kyrka, tidigare Gamlestadens kapell, är en kyrkobyggnad som tillhör Nylöse församling i Göteborgs stift. Den ligger i stadsdelen Gamlestaden i Göteborgs kommun. 

## Kyrkobyggnaden
Ursprungligen var byggnaden känd som Gamlestadens kapell och tillhörde den 1883 bildade Gamlestads församling. Den ritades 1925 av arkitekterna Ragnar Ossian Swensson och Harald Ericsson och invigdes 1929. 
Byggnaden blev 1951 församlingskyrka och namnändrade då till Nylöse kyrka och dess nya roll ledde 1954 till omfattande om- och tillbyggnader. Då uppfördes även en klockstapel i trä målad i brunt. Ytterligare om- och tillbyggnader utfördes 1974, då bland annat en sakristia tillbyggdes vid korets norra fasad. Ett nytt församlingshem uppfördes vid sidan om kyrkan år 2004. Det låg tidigare vid Holländareplatsen i Gamlestaden.
Den rektangulära byggnaden är av trä med väggarna beklädda av ljusgrå skiffer och har ett separat utbyggt avsmalnande, men rymligt kor. Det valmade taket och takryttarens smala spira är täckta av svart skiffer. Interiören har vitmålade väggar av beklädnadsskivor och ljusinsläppet sker genom smårutsindelade fönster. Kyrksalens tak har laserad träfurupanel och brädgolv.
Klockstapel i trä.

## Inventarier
- Altaret är av huggen Kinnekullemarmor.
- Altaruppsatsen är från 1627 och har hämtats från predikstolen i hospitalskyrkan vid Göteborgs gamla hospital.
- I korgolvet har man murat in en gravsten från Göteborgs Hospitalskyrkogård.

### Orgel
Den mekaniska orgeln tillverkades 1963 av A. Magnusson Orgelbyggeri AB. Den har tretton stämmor fördelade på två manualer och pedal.